# Bulak Lor
Bulak Lor (ꦧꦸꦭꦏ꧀ꦭꦺꦴꦂ) is een bestuurslaag in het regentschap Indramayu van de provincie West-Java, Indonesië. Bulak Lor telt 5273 inwoners (volkstelling 2010).